# Heimat- und Wanderakademie Baden-Württemberg
Die Heimat- und Wanderakademie Baden-Württemberg  ist ein gemeinsames Projekt des Schwäbischen Albvereins und des Schwarzwaldvereins und wird vom Land Baden-Württemberg finanziell gefördert.

## Geschichte
Die Gründung erfolgte am 7. März 2001 in Stuttgart. Die beiden größten deutschen Wandervereine wollten damit die Aus- und Weiterbildung von neuen Wanderführern und Wanderführerinnen zu einer einheitlichen Form bringen.

## Ziele und Aufgaben
Hauptaufgabe ist die Planung und Durchführung der Wanderführerausbildung (DWV-Wanderführer® / Natur- und Landschaftsführer). Für die Teilnahme an der Ausbildung ist jedermann zugelassen.
Einen weiteren Schwerpunkt bildet die themenbezogene Fortbildung.
DWV-Wanderführer veranstalten in Koordination mit der Heimat- und Wanderakademie jährlich rund 50 Exkursionen in Baden-Württemberg.
Im Jahr 2008 wurde die Ausbildung neu konzipiert und um den Abschluss Zertifizierter Natur- und Landschaftsführer bzw. Zertifizierte Natur- und Landschaftsführerin erweitert. Dieser bundesweit anerkannte Abschluss wurde durch Anerkennung der Ausbildungskonzepte seitens des Bundesweiten Arbeitskreises der staatlich getragenen Bildungsstätten im Natur- und Umweltschutz möglich.